# Apeiba macropetala
Apeiba macropetala là một loài thực vật có hoa trong họ Cẩm quỳ. Loài này được Ducke mô tả khoa học đầu tiên năm 1925.